# Вейон, Шарль (политик)
Шарль Вейо́н (фр. Charles Veillon; 12 октября 1809, Бекс — 23 марта 1869, Лозанна) — швейцарский политик и военный.

## Происхождение и семья
Сын торговца и судьи Франсуа-Отто Вейона и Жанн-Луиз де Лоэс. Брат военного деятеля Фредерика Вейона, шурин юриста и политика Франсуа Вейона. Был женат на Мари Жакоб, дочери врача Жоанна Жакоба.

## Биография
Изучал право в Лозаннской академии. С 1836 года — адвокат. С 1836 по 1862 годы — депутат Большого совета кантона Во. С 1837 года — заместитель генерального прокурора кантона Во. С 1845 года — член временного правительства, затем — Национального совета. Во время голосования за отставку правительства Луи-Анри Деларажаза в 1862 году проголосовал против поддержанной большинством Национального совета отставки правительства, в результате чего не был избран на следующий срок и в том же году покинул Национальный совет.
Параллельно политической делал также военную карьеру: с 1847 года — федеральный полковник Швейцарии. Во время Зондербундской войны — начальник штаба 1-го дивизиона. С 1856 года — дивизионный полковник. С 1862 по 1869 годы — командующий пехотой кантона Во.